# Troglohyphantes gladius
Troglohyphantes gladius är en spindelart som beskrevs av Jörg Wunderlich 1995. Troglohyphantes gladius ingår i släktet Troglohyphantes och familjen täckvävarspindlar.
Artens utbredningsområde är Turkiet. Inga underarter finns listade i Catalogue of Life.